# Xã Saville, Quận Perry, Pennsylvania
Xã Saville (tiếng Anh: Saville Township) là một xã thuộc quận Perry, tiểu bang Pennsylvania, Hoa Kỳ. Năm 2010, dân số của xã này là 2.502 người.